# Bill Foster
Bill Foster (ur. 7 października 1955 w Madison w Wisconsin) – amerykański polityk związany z Partią Demokratyczną. 
W latach 2008–2011 był przedstawicielem stanu Illinois w Izbie Reprezentantów Stanów Zjednoczonych. Został na to miejsce wybrany w wyborach uzupełniających, po rezygnacji jego poprzednika, Dennisa Hasterta.